# Rolls-Royce

Rolls-Royce plc (LSE RR.) és un grup de companyies, totes derivades de la companyia britànica d'automòbils i aeronàutica fundada per Henry Royce i Charles Stewart Rolls el 1906. Les companyies són:
- Rolls-Royce plc, la més important econòmicament, és una empresa d'enginyeria britànica especialitzada en productes de turbina, particularment motors d'aviació, però recentment ha afegit propulsors marins i sistemes energètics al seu catàleg, proveint un ampli rang de serveis i productes industrials civils i militars.
- Rolls-Royce Motor Cars Limited, un nou fabricant d'automòbils de luxe, propietat de BMW, que va començar els lliuraments del seu únic model, el Phantom, el gener de 2003.
- Bentley Motors és la continuació de la divisió original d'automòbils de Rolls-Royce. Des de 1998 l'empresa ha estat propietat del Grup Volkswagen. Els cotxes Bentley i Rolls-Royce han compartit moltes similituds mecàniques, des de l'absorció de 1931 de Bentley Motors Limited per Rolls-Royce, sovint diferenciant-se en petits detalls com la graella del radiador. Des de 2003 l'empresa no s'ha tornat a permetre construir cotxes denominats Rolls-Royce, la marca ha estat llicenciada a BMW, en comptes de Volkswagen.

Rolls-Royce té sobrenoms com, "Rolls", "Roller" o "Doble R", encara que a Derby (localitat on està ubicada la casa matriu de Rolls-Royce), l'empresa és coneguda com a "Royces". El terme "El Rolls-Royce dels x" s'utilitza col·loquialment per descriure una mica que és el millor del seu tipus. L'empresa és molt estricta quan es tracta de defensar el dret del seu nom, en frases com aquesta. Un notable exemple és la demanda que va obligar a cancel·lar la producció del famós Chevrolet Montecarlo, a causa que en el seu eslògan publicitari anomenava la marca Rolls-Royce.

## Història

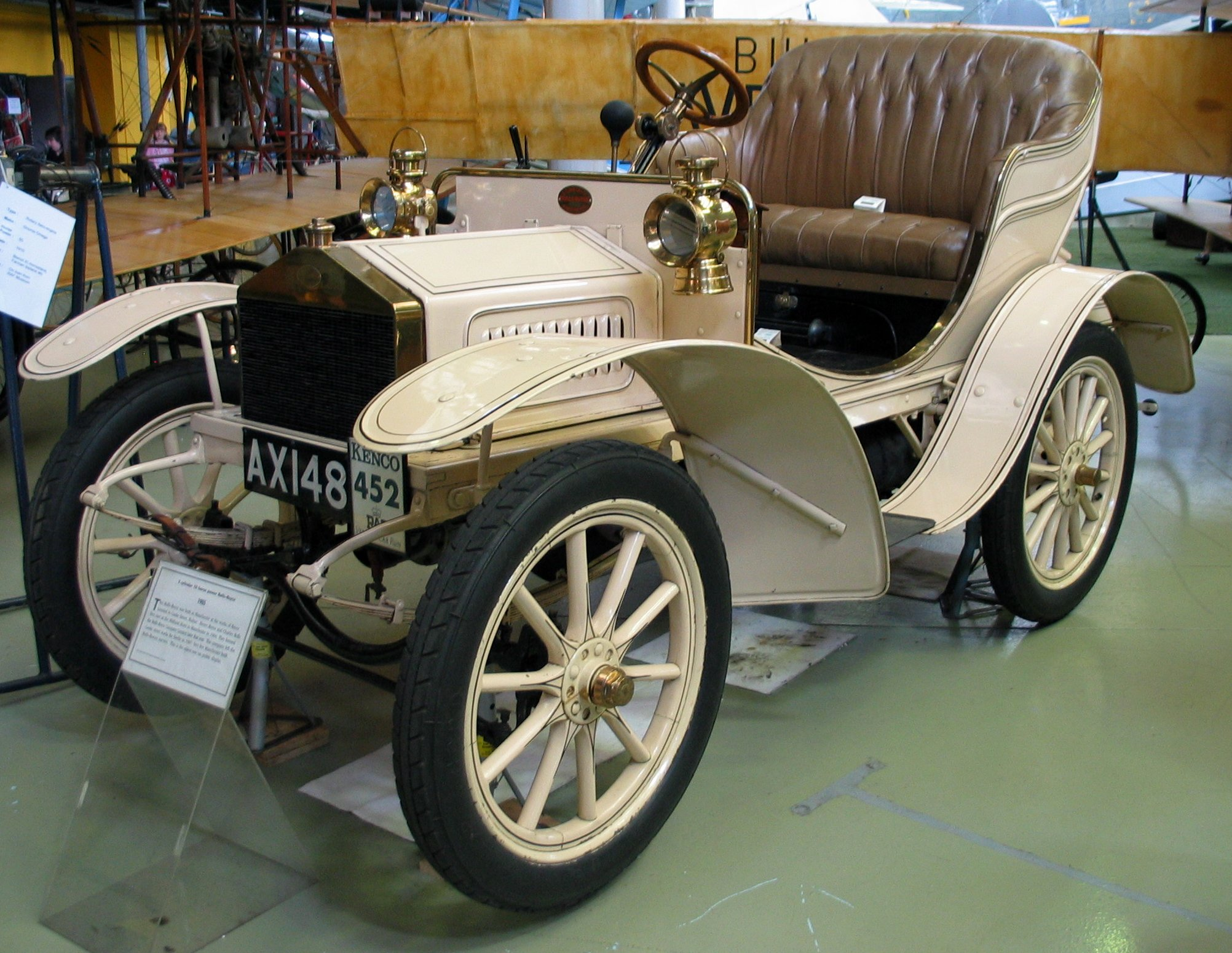
Rolls-Royce original de 1905.

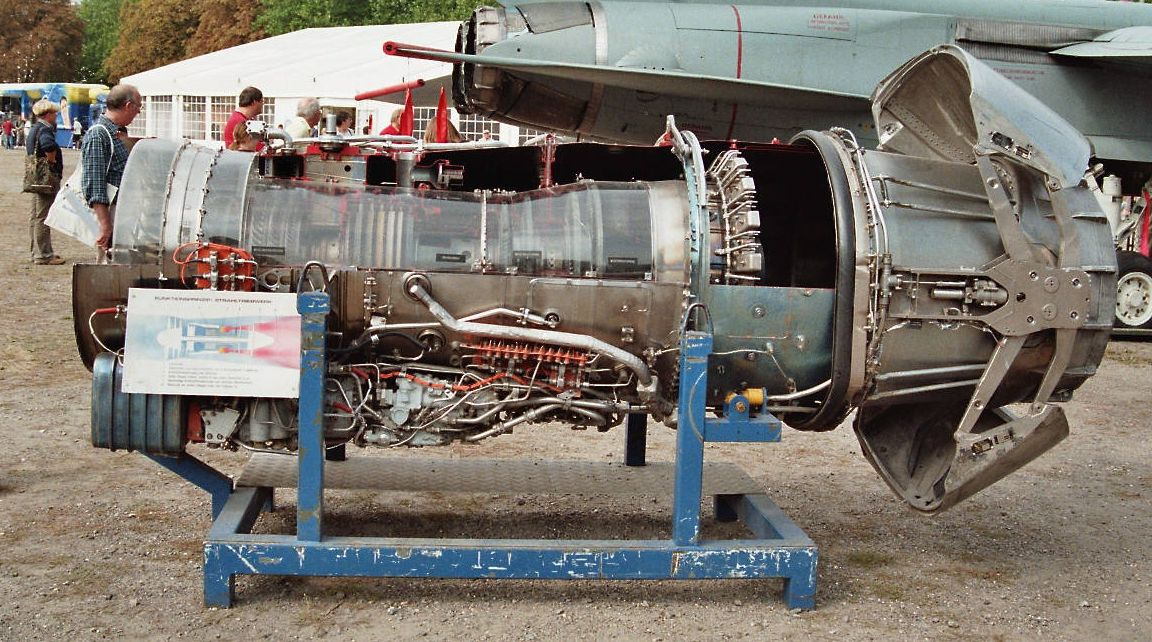
Motor d'avió Rolls-Royce RB.199 que munta el caça bombarder PANAVIA Tornado.

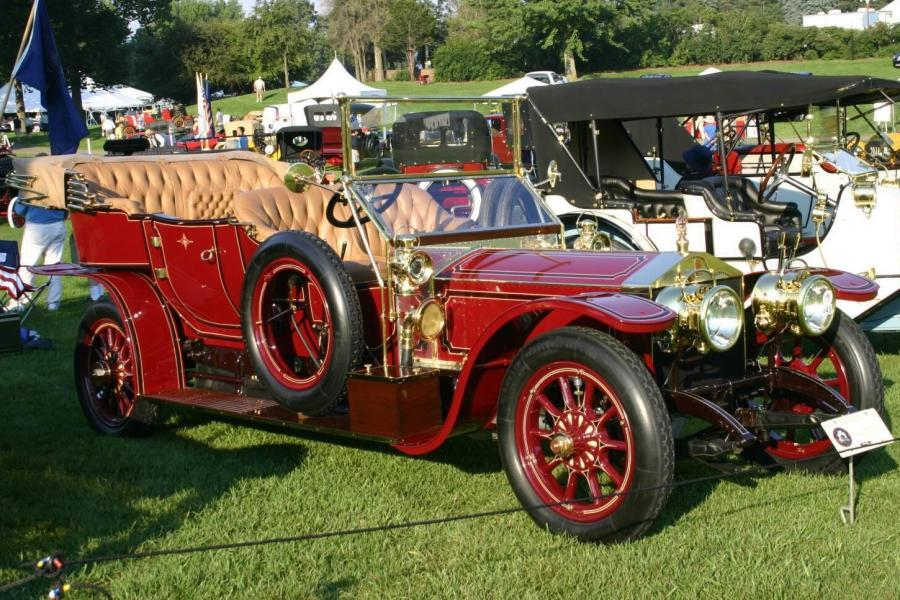
1911 Rolls-Royce Silver Ghost Tourer

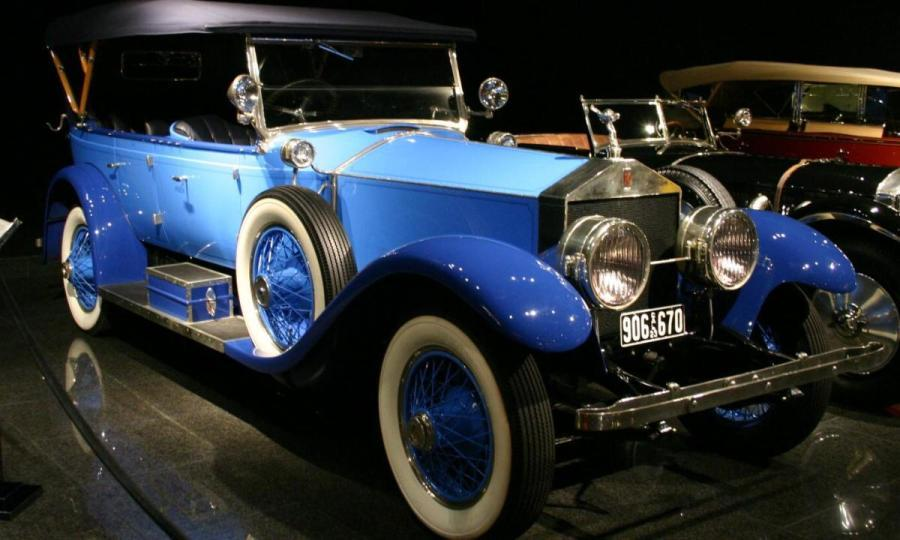
1923 Rolls-Royce Springfield Silver Ghost Oxford Tourer

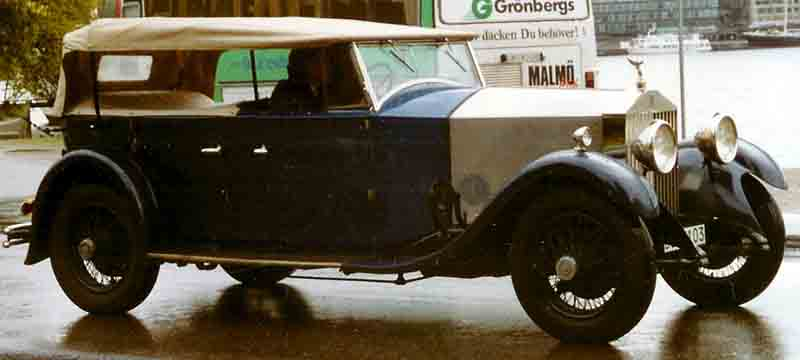
Rolls-Royce Tourer

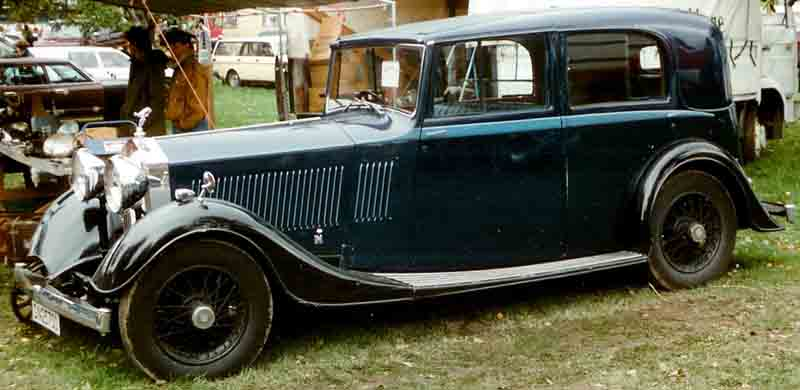
Rolls-Royce Saloon

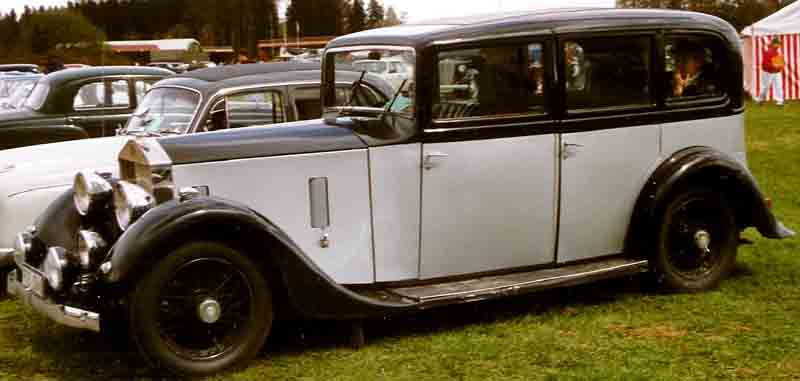
Rolls-Royce Limousine

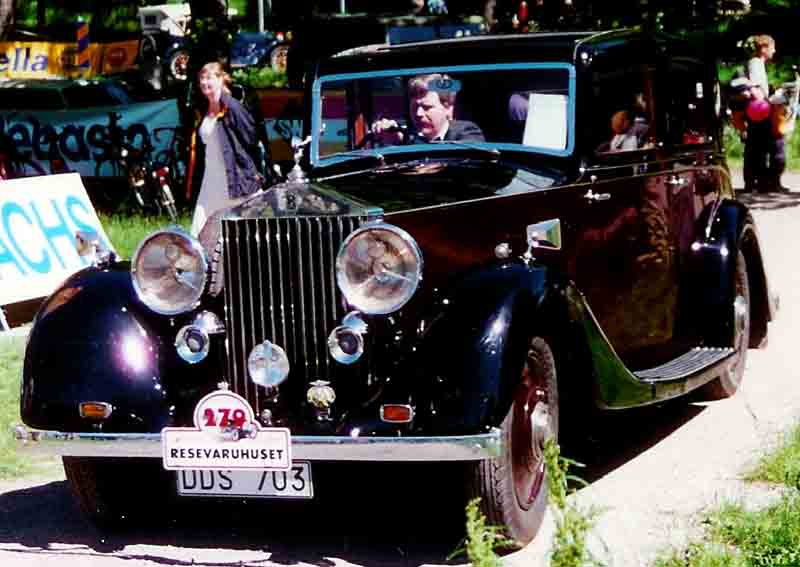
Rolls-Royce 1936

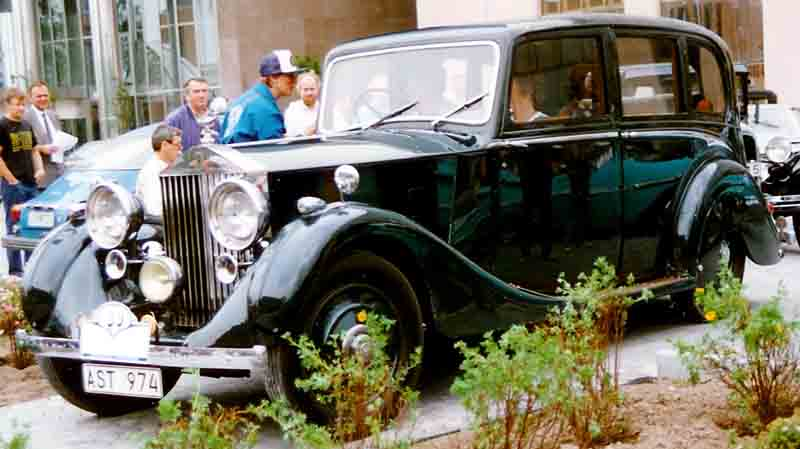
Rolls-Royce 25/30 Limousine 1936

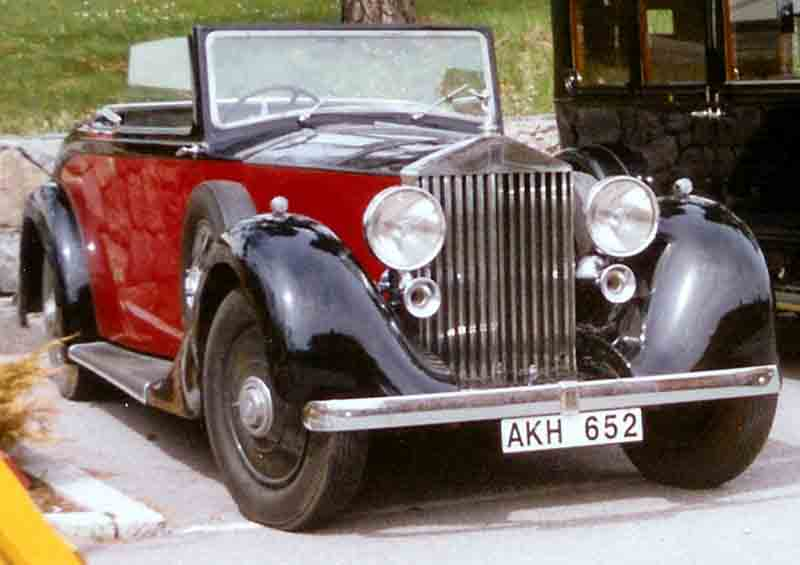
Rolls-Royce 25/30 Drophead Coupé 1937

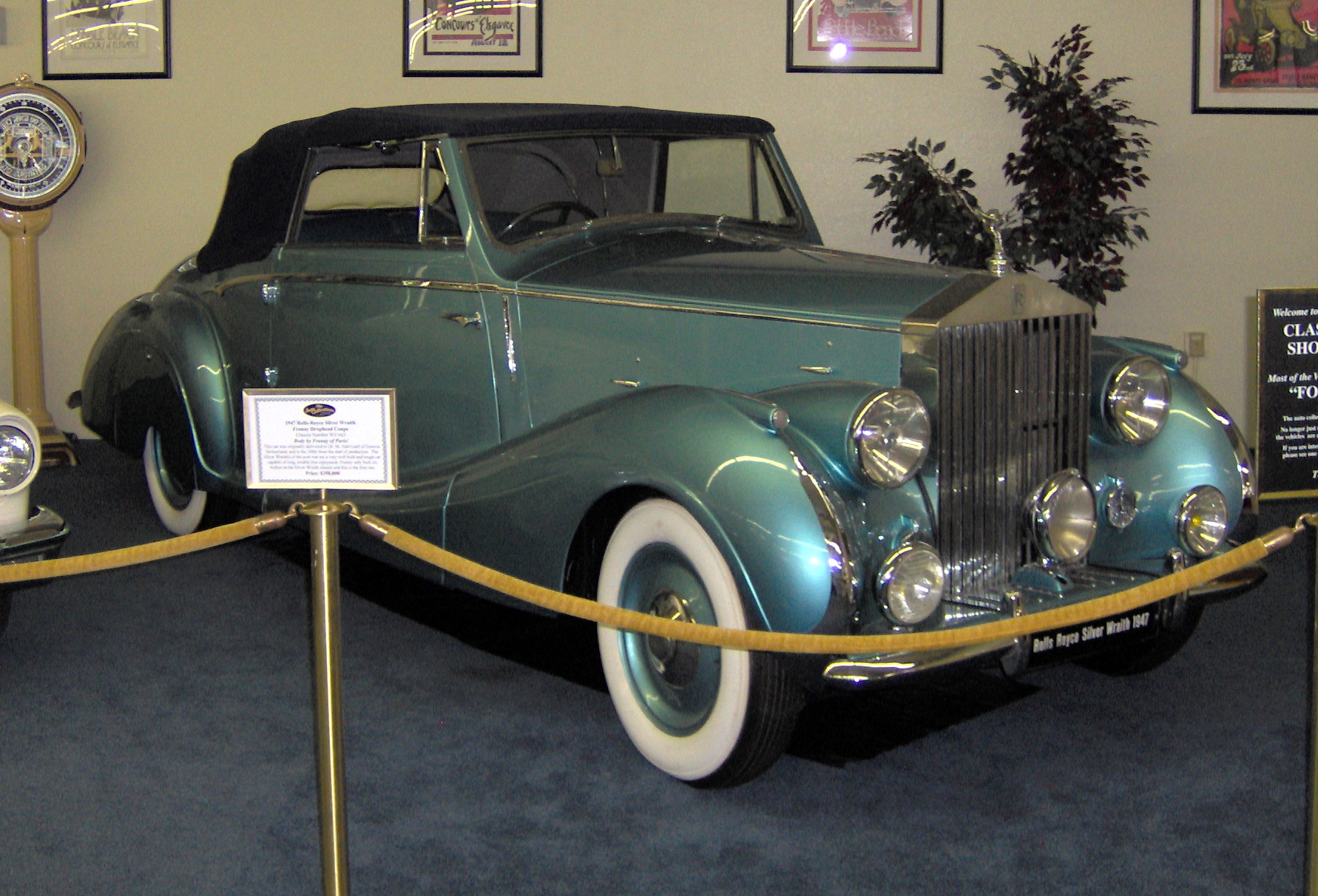
Un dels primers models després de la guerra (1947)

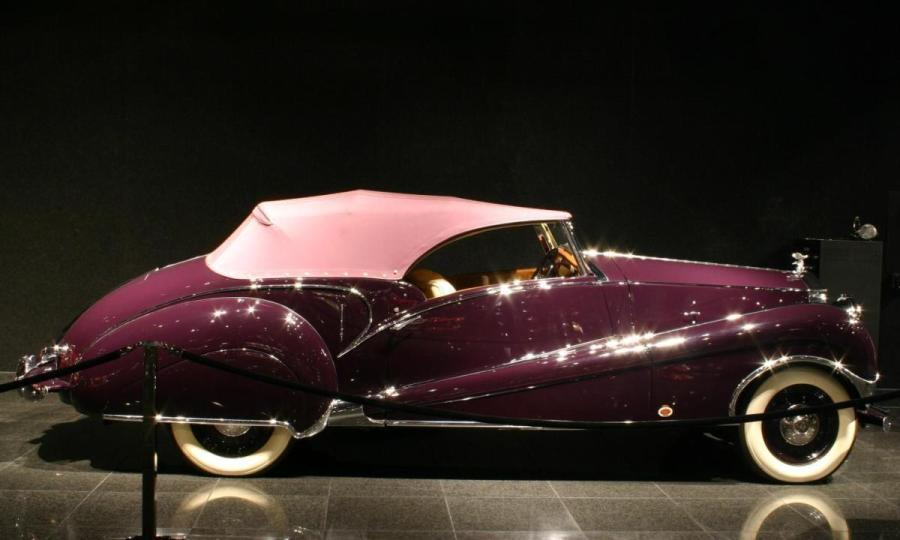
1947 Rolls-Royce Silver Wraith Inskip Cabriolet

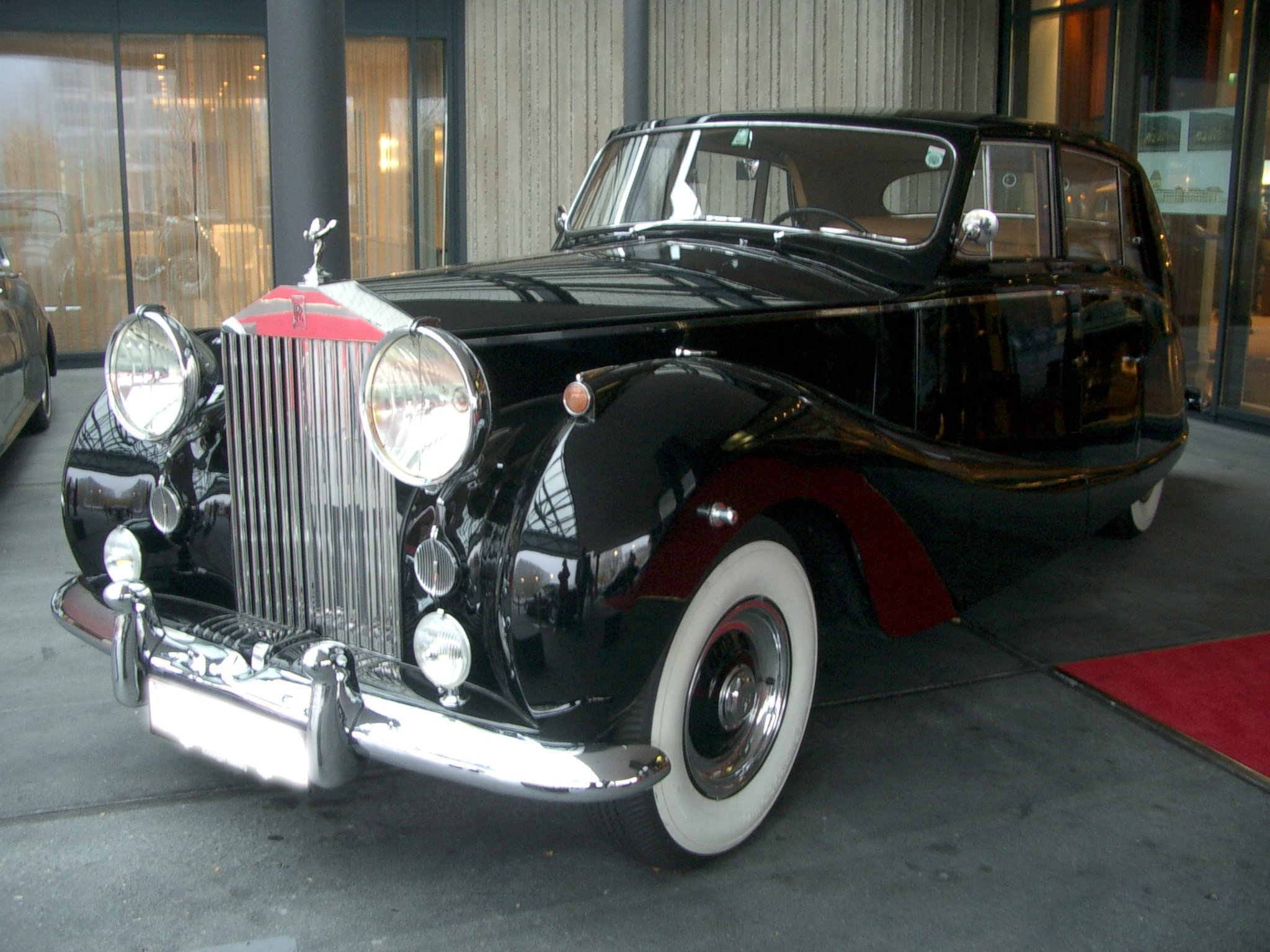
1955 Silver Wraith

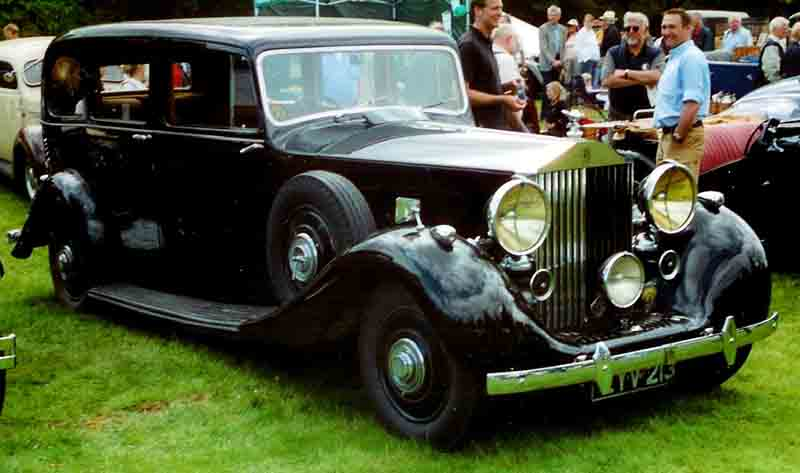
Rolls-Royce Limousine

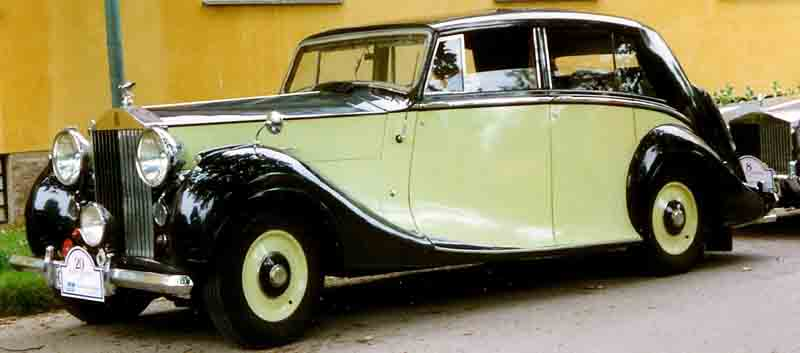
Rolls-Royce Saloon

El 1884 Frederick Henry Royce va començar amb un negoci de mecànica i electricitat de l'automòbil i va construir el seu primer vehicle, un "Royce", a la seva fàbrica de Manchester el 1904. Va conèixer Charles Stewart Rolls a l'hotel Midland a Manchester el 4 de maig d'aquell mateix any, i van acordar que el cotxes fabricats per Royce, els comercialitzaria exclusivament Rolls-Royce. Van incloure en el contracte una clàusula estipulant que el cotxes s'anomenarien "Rolls-Royce". L'empresa es fundà el 15 de març de 1906, i es va traslladar a Derby el 1908.
El Silver Ghost (1906-1925) va ser el responsable de la bona reputació de la tan primerenca de la companyia. Tenia un motor de sis cilindres i se'n van fabricar 6.173 unitats. El 1921, l'empresa va obrir la segona fàbrica a Springfield (Massachusetts), als Estats Units per poder subministrar els vehicles donada la seva gran demanda, on es van fabricar 1701 "Springfield Ghosts". Aquesta fàbrica va romandre oberta durant deu anys, i va tancar el 1931. Aquest xassís va ser utilitzat com a base per als primers vehicles militars armats britànics, utilitzats a les dues guerres mundials.
El 1931, l'empresa va adquirir la seva marca rival, Bentley Motors Limited, les finances de la qual no van poder superar la Gran Depressió. Des de llavors fins a l'any 2002, els models de Bentley i Rolls-Royce van ser quasi idèntics, diferenciats únicament per les graelles dels radiadors i mínims detalls. La producció d'automòbils Rolls-Royce i Bentley es va traslladar a Crewe (població de Chesire) el 1946 i també Mulliner Park Ward, a Londres, el 1959 com a fabricant de carrosseries, que prèviament només construïa xassís, deixant les carrosseries a especialistes carrossers.
A causa de problemes financers causats pel llarg desenvolupament del nou turboreactor RB211, després de diversos crèdits, l'empresa va ser nacionalitzada pel govern el 1971. El 1973, el negoci d'automòbils es va separar de la marca com Rolls-Royce Motors. El negoci principal de motors d'aviació i marina va ser mantingut com empresa pública fins al 1987, que va ser privatitzada com Rolls-Royce plc, una de les moltes privatitzacions del govern Thatcher.
El 1980 Rolls-Royce Motor Cars va ser adquirit per Vickers, que decideix desfer-se de la marca just en el moment en el qual la nostàlgia s'incorpora a les tendències i creix fortament la demanda de models i marques inspirades en el passat. En 2002 Mercedes-Benz va ressuscitar Maybach i Volkswagen va llançar el seu Volkswagen New Beetle. Els grans de la indústria es van llançar a la caça de marques com Maserati, Bugatti, Mini, Bentley Motors Limited o Rolls-Royce.
Vickers va decidir vendre la marca d'automòbils Rolls-Royce el 1998. El grup Volkswagen va fer ofertes per a l'empresa, però semblava que BMW, que ja subministrava motors i altres components per a Rolls-Royce i Bentley, tenia majors possibilitats. No obstant això, l'oferta de BMW de 340 milions de lliures va ser superada per Volkswagen per 430 milions de lliures. Això era lluny del final de la història, Rolls-Royce plc, la fàbrica de motors d'aviació, va decidir que vendria les patents i llicències del nom i logotip de Rolls-Royce a BMW, i no a Volkswagen, que havia adquirit els drets de la mascota Esperit d'èxtasi i del disseny del radiador, BMW va adquirir els drets del nom i logotip "RR" per 40 milions de lliures, certament per a molts analistes la més valuosa propietat de la marca. Volkswagen va declarar que ells realment només volien la marca Bentley. BMW i Volkswagen van arribar a un acord. Des de 1998 a 2002 BMW subministraria motors a Volkswagen i permetrien l'ús del nom, però des de l'1 de gener de 2003, només BMW podria utilitzar la marca Rolls-Royce, i Volkswagen la marca Bentley. El Rolls-Royce Corniche Convertible, va cessar la seva producció el 2002.

## Models

### Rolls-Royce
- 1904-1906 10 hp
- 1905-1905 15 hp
- 1905-1908 20 hp
- 1905-1906 30 hp
- 1905-1906 V-8
- 1906-1925 40/50 Silver Ghost
- 1922-1929 Twenty
- 1925-1929 40/50 Phantom
- 1929-1936 20/25
- 1929-1935 Phantom II
- 1936-1938 25/30
- 1936-1939 Phantom III
- 1939-1939 Wraith
- 1946-1959 Silver Wraith
- 1949-1955 Silver Dawn
- 1950-1956 Phantom IV
- 1955-1965 Silver Cloud
- 1959-1968 Phantom V
- 1968-1992 Phantom VI
- 1965-1980 Silver Shadow

### Bentley (des de1933)
- 1933-1937 Bentley 3½ L
- 1936-1939 Bentley 4¼ L
- 1939-1941 Bentley Mark V

## La col·lecció del soldà de Brunei
La família reial de Brunei compra almenys la meitat de la producció total anual, i el mateix soldà Muda Hassanal Bolkiak disposa d'al menys cinc-cents vehicles de la marca.

## La col·lecció Rolls-Royce Phantom IV i les cases reials
La col·lecció de Phantom IV de Patrimoni Nacional - institució que administra els béns de l'Estat assignats al servei de la Corona - constitueix un dels majors tesors automobilístics espanyols. Les tres unitats que la componen, dues berlines per a cinc i set passatgers respectivament i una versió convertible, les van encarregar el general Francisco Franco el 1948 per al cap d'Estat i van arribar a Madrid el 1952.
L'origen d'aquestes carrosses reials va ser un regal que va voler fer la casa Rolls-Royce el 1950 a la princesa Isabel d'Anglaterra i el seu espòs Felip de Grècia, actuals sobirans britànics, pel seu aniversari de boda. Així va néixer el model Phantom IV, amb un motor de 5.675 cm3, 8 cilindres, una potència que la casa oculta però estimada de 160 cv i capacitat per circular a 170 km per hora, del qual solament es van fabricar 18 unitats, en les quals l'Esperit de l'èxtasi apareixia agenollat en senyal de reverència cap al rang dels seus ocupants.
Els primers propietaris dels Rolls Royce reials van ser:
- Elisabet II del Regne Unit, dues unitats, el 1950 i 1954.
- la casa Rolls Royce, el 1950.
- el xa de Pèrsia, dues unitats, el 1951 i 1957.
- l'emir de Kuwait, tres unitats, el 1951, 1955 i 1956.
- el duc de Gloucester, el 1951.
- la duquessa de Kent, el 1952.
- el Regne d'Espanya, tres unitats, el 1952.
- l'Aga Khan, el 1952.
- el príncep Talal de l'Aràbia Saudita, el 1952.
- el rei de l'Iraq, el 1953.
- la princesa regent de l'Iraq, el 1953.
- i Margarida d'Anglaterra, comtessa de Snowdon, el 1954.

A Espanya aquests automòbils es troben sota custòdia de la guàrdia reial en el Palau Reial de El Pardo a Madrid, i en aquests acudeixen la família reial als actes d'Estat més protocol·laris i rellevants, com l'obertura solemne pel rei de cada legislatura en el Congrés després de la celebració de les eleccions generals i la constitució del nou govern, així com la desfilada i els actes de la festa nacional d'Espanya el 12 d'octubre. La unitat convertible de la col·lecció va ser utilitzada a les bodes de la infanta Cristina i el duc de Palma de Mallorca, Iñaki Urdangarín, i dels prínceps Felip i Letizia.